# Aldwych
Aldwych est une rue de Londres située dans la cité de Westminster. C'est aussi, de façon informelle, le nom du quartier dont elle est le centre.

## Situation et accès
D'une longueur d'environ 500 m, elle se présente comme une voie en arc de cercle (« crescent ») bordée d'arbres, débouchant sur le Strand à ses deux extrémités. L'avenue Kingsway la rejoint en son milieu.
L'espace de forme lenticulaire délimité par Aldwych et le Strand est principalement occupé par de majestueux bâtiments, en particulier l'ensemble appelé Bush House édifié de 1923 à 1935 et qui a été de 1941 à 2012 le siège du BBC World Service, ainsi que Australia House et India House, qui abritent les missions diplomatiques respectives de l'Australie et de l'Inde. Face à ce bloc de constructions, côté Strand, se trouve l'entrée de l'ex-station de métro Strand, ouverte en 1907, renommée Aldwych en 1915, et désaffectée en 1994.
De l'autre côté de la rue se dressent de prestigieux immeubles comme celui de l'hôtel Waldorf (devenu Waldorf Hilton), Television House, les théâtres Aldwych et Novello, et plusieurs édifices dépendant de la London School of Economics.
Le quartier est desservi par les lignes  Circle  District à la station Temple et par la ligne  Piccadilly à la station Covent Garden.

## Origine du nom
Du vieil anglais ald vic, vieux village, en référence à une colonie danoise établie à cet endroit au IXe siècle.

## Historique
Aldwych occupe le site d'un établissement anglo-saxon apparu au VIIe siècle sous le nom de Lundenwic (« marché de Londres » en vieil anglais), qui s'étendait à l'ouest des murs de la cité romaine de Londres et s'appuyait probablement sur le port naturel formé à la confluence de la rivière Fleet avec la Tamise pour jouer son rôle de point d'échanges commerciaux. Des fouilles effectuées dans les années 1980 ont montré que la zone avait été précocement urbanisée sur quelque 60 hectares s'étendant entre les actuels sites de la National Gallery et l'Aldwych actuel.
Lorsque le roi Alfred le Grand fit reconstruire les fortifications de Londres, à la fin du IXe siècle, Lundenwic fut largement abandonné et devint dès lors Ealdwic, le « vieux marché » ou l'« ancien établissement », ce qui évolua en Aldewich, forme attestée en 1211.
L'actuelle rue Aldwych a été aménagée en même temps que Kingsway dans les premières années du XXe siècle, lorsque tout le quartier a été remodelé et modernisé.